# روبرت ميتشيل (راكب الكنو)
روبرت ميتشيل (بالإنجليزية: Robert Chamberlain Mitchel)‏ هو راكب الكنو أمريكي، ولد في 10 أغسطس 1949.

## وصلات خارجية
- روبرت ميتشيل على موقع أوليمبيديا (الإنجليزية)